# Изотопно обогатяване
Изотопното обогатяване е процесът на концентриране на различни изотопи на даден химически елемент чрез отделянето на други изотопи от същия химичен елемент. Пример за такъв процес е обогатяването на естествения уран в обогатен уран, който е и един от най-важните процеси в производството на гориво за ядрените електрически централи.

## Техники на обогатяване
Съществуват три типа техники за изотопно обогатяване:
- Тези, които са базирани директно на атомната маса на изотопа.
- Тези, базирани на малките разлики в скоростта на химичните реакции, причинени от разлика в атомната маса
- Тези, базирани на свойства, които не са пряко свързани с атомната маса, като например ядрените резонанси.

Третият тип на обогатяване е все още експериментален; практически всички техники на обогатяване зависят по някакъв начин от атомната маса. Поради това е по-лесно да се обогатят изотопи с по-голяма разлика в масата. Например деутерий има два пъти по-голяма маса от обикновения водород и е по-лесно да се извлече в чиста форма, отколкото да се обогати уран-235 от по-често срещания уран-238. На другата крайност, обогатяването на делящ се плутоний -239 от общата примес на плутоний -240, докато е желателно да позволи създаването на пистолетен тип ядрени оръжия от плутоний, е прието да бъде непрактично.

## Обогатяващи каскади
Всички големи схеми за обогатяване на изотопи използват редица от сходни етапи, които произвеждат успешно висока концентрация от желаните изотопи. Всеки етап обогатява продукта от предишната стъпка допълнително, преди да бъде изпратен на следващия етап. Подобно, остатъците от рудата от всеки етап се връщат в предишния етап за допълнителна обработка. Това създава система на последователно обогатяване, която се нарича каскада. Съществуват два важни фактора, които влияят на върху изпълнението на каскадата. Първият е коефициента на обогатяване (квадратен корен на съотношението на масите на двата изотопа), който е число по-голямо от 1. Вторият е броят на етапите, които са нужни за получаване на желана чистота.

## Търговски материали
До този момент има мащабно търговско обогатяване на изотопи на само три елемента. Във всеки случай, по-редкият от двата най-често срещани изотопа на елемент е бил обогатен за да се използва в ядрените технологии:
- Уранови изотопи са били обогатени за да се приготви обогатен уран, които да се използва в ядрен реактор и ядрени оръжия.
- Водородни изотопи са били обогатени, за да се приготви тежка вода, която да се използва като модератор в ядрени реактори.
- Литий-6 е бил концентриран за използване в термоядрени оръжия.

Някои изотопно чисти елементи са използвани в по-малки количества за специализирани приложения, особено в полупроводниковата индустрия, където пречистен силиций е използван за да се подобри кристална структура и топлопроводимост. Изотопното обогатяване е важен процес както за мирните, така и за военните ядрени технологии, и поради това възможностите, които една нация има за изотопно обогатяване, е от изключителен интерес за разузнавателните служби.

## Алтернативи
Единствената алтернатива на изотопното обогатяване е да се произвежда нужния изотоп в чиста форма. Това може да бъде направено чрез облъчване на подходяща мишена, но са нужни внимание и други фактори, които да гарантират, че само нужният изотоп на елемента, които предствавлява интерес е произведен. Изотопите на други елементи не представляват голям проблем, тъй като те могат да бъдат премахнати по химичен път. Това е особено важно в приготвянето на висококачествен плутоний-239, които да се използва за оръжия.
Не е практично да се обогати Pu-239 от Pu-240 или Pu-241. Делящ се Pu-239 е произведен след снемане на неутрон от ураний-238, но последващо снемане на неутрон ще произведе Pu-240, който е по-малко се делящ и по-лошо, той е доста силен неутронен излъчвател и Pu-241, който се разпада в Am-241, силен алфа-излъчвател, който има самонагряващи и радиотоксични проблеми. Поради това използваните уранови мишени за производството на военен плутоний трябва да бъдат облъчени само за кратко време, за да се минимизира производството на нежелани изотопи. Обратно, смесването на плутоний с Pu-240 го прави по-малко подходящ за ядрени оръжия.

## Практически методи на обогатяване

### Дифузия
Често правена с газове, но също и с течности, методът на дифузия се базира на факта, че в термично равновесие, два изотопа с еднакви енергии ще имат различни средни скоростти. По-леките атоми (или молекулите, в които тези атоми се съдържат) ще се движат по-бързо и е по-вероятно да се дифундират през мембрана. Разликата в скоростите е пропорционална на квадратен корен от съотношението на масата, така че сумата на разделяне е малка и са нужни много каскадни етапи, за да се постигне висока чистота. Този метод е скъп, поради количеството работа, което се изисква да се прокара газ през мембрана и многото етапи, които са нужни.
Първото масово обогатяване на изотопи на уран е постигнато от САЩ в големи инсталации за обогатяване чрез газова дифузия в лабораториите на Оук Ридж, които се създават като част от проекта „Манхатън“. Те използват уран хексафлуорид газ като процесна течност. Никел на прах и галванизирани дифузионни бариери за първи път се използват, благодарение на пионерите Едуард Адлер и Едуард Норис.

### Центробежна сила
|  | Тази страница частично или изцяло представлява превод на страницата Isotope separation в Уикипедия на английски. Оригиналният текст, както и този превод, са защитени от Лиценза „Криейтив Комънс – Признание – Споделяне на споделеното“, а за съдържание, създадено преди юни 2009 година – от Лиценза за свободна документация на ГНУ. Прегледайте историята на редакциите на оригиналната страница, както и на преводната страница, за да видите списъка на съавторите. ВАЖНО: Този шаблон се отнася единствено до авторските права върху съдържанието на статията. Добавянето му не отменя изискването да се посочват конкретни източници на твърденията, които да бъдат благонадеждни. |